# Спартакское муниципальное образование
Спартакское муниципальное образование — упразднённое сельское поселение в Фёдоровском районе Саратовской области Российской Федерации.
Административным центром было село Спартак.

## История
Статус и границы сельского поселения установлены Законом Саратовской области от 27 декабря 2004 года № 107-ЗСО «О муниципальных образованиях, входящих в состав Фёдоровского муниципального района».
Законом Саратовской области от 22 апреля 2016 года № 44-ЗСО, были преобразованы, путём их объединения, Мунинское и Спартакское муниципальные образования — в Мунинское муниципальное образование, наделённое статусом сельского поселения, с административным центром в селе Мунино.

## Население
| 2010 | 2011 | 2012 | 2013 | 2014 | 2015 | 2016 |
| ---- | ---- | ---- | ---- | ---- | ---- | ---- |
| 768  | ↘765 | ↘738 | ↘733 | ↘713 | ↘695 | ↘693 |

## Состав сельского поселения
| № | Населённый пункт | Тип населённого пункта       | Население |
| - | ---------------- | ---------------------------- | --------- |
| 1 | Серпогорское     | село                         | →2        |
| 2 | Спартак          | село, административный центр | ↘766      |